# 山原川
山原川（やんばらがわ）は、静岡県静岡市清水区を流れる二級河川である。

## 地理
巴川左岸で最も下流に位置する支流である。
清水区山原の源流域には「山原大滝」「小荘の滝」があり、また約１km下流の山原貯水池（山原堤）には、ため池に併せて遊歩道や公園が整備され、憩いの場となっている。
中流域は東名高速道路の下を通り、北田橋付近からは河川縦断勾配約 1/150で下野・高橋地区を南下する。
下流域の約0.7kmは巴川の水位の影響を受ける区間であり、左岸から捨川（してがわ）が合流した後、清水警察署の東を通って巴川に注ぐ。また飯田生涯学習交流館脇の案内板には、「捨川」の代わりに「尻手川」の表記も見られる。

## 治水の歴史
山原川流域とほぼ重なる飯田地区（現在の飯田中学区）は、昔から水不足に悩まされ、水田への引水でしばしば水争いが起こっていた。
この対策として、大正5年に庵原川から取水し、午王堂川を経由して高橋・八坂地区を灌漑する「金谷用水」が整備された。現在の午王堂川は、東名高速道路清水インターチェンジの建設もあり一部の河道は近代化されたが、その他の部分は金谷用水の名残が見られる。
また大正6年には、山原貯水池が造成された。現在では、有効貯水量29,300m3、堤長89m、受益面積21haとなっている。
宅地開発が進んだ近年、高橋二・三丁目・飯田町地区では大雨による浸水被害が顕著である。このため、特定都市河川浸水被害対策法の適用を受けた浸水対策事業として、2019年から2021年度にかけ、同地区の流末水路にあたる捨川と山原川の合流地点に、市内最大規模となる「高橋雨水ポンプ場」を建設中である。 

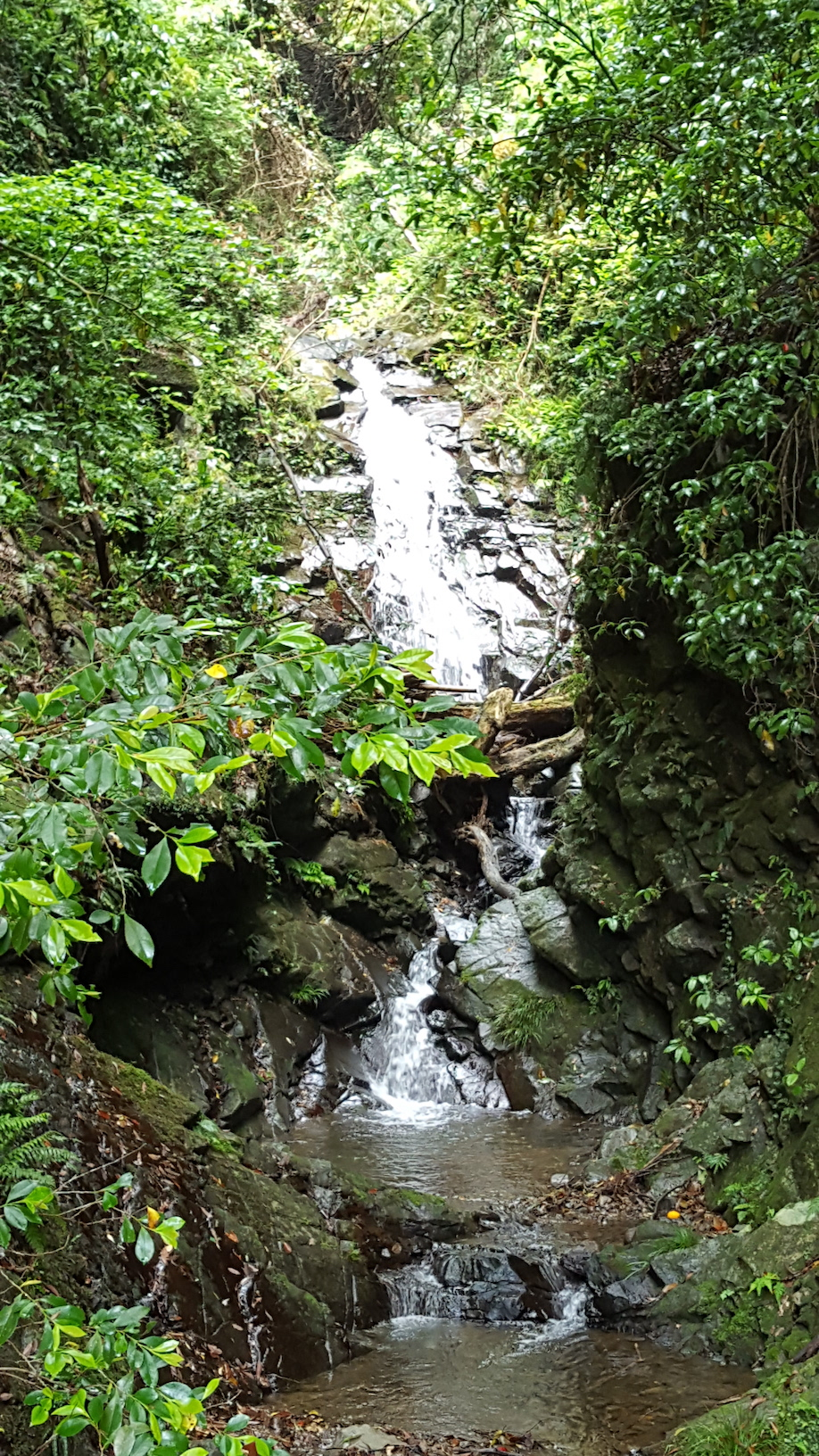
山原大滝（静岡市清水区山原）

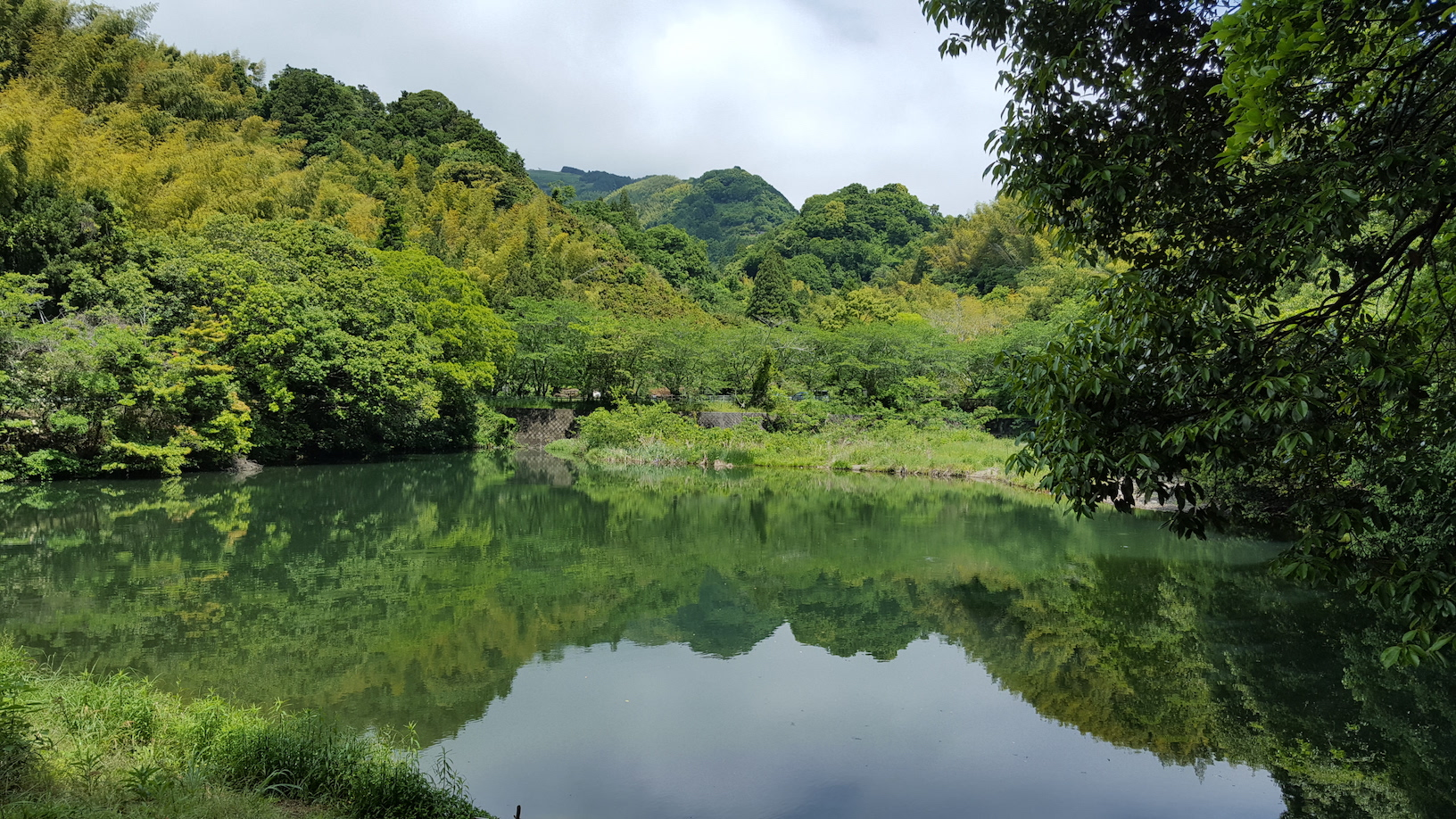
山原貯水池（静岡市清水区山原）

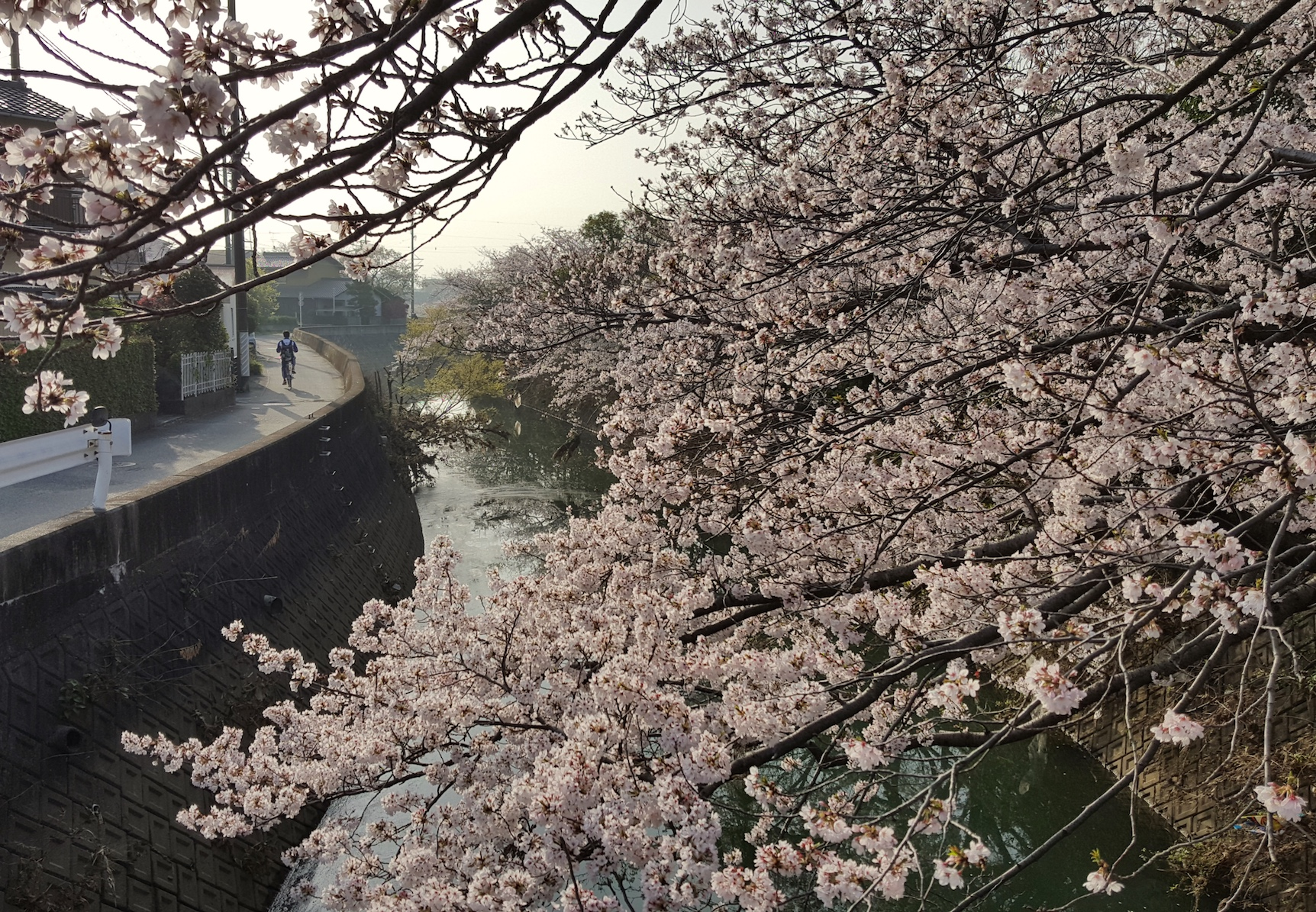
山原川下流（巴川との合流点付近）

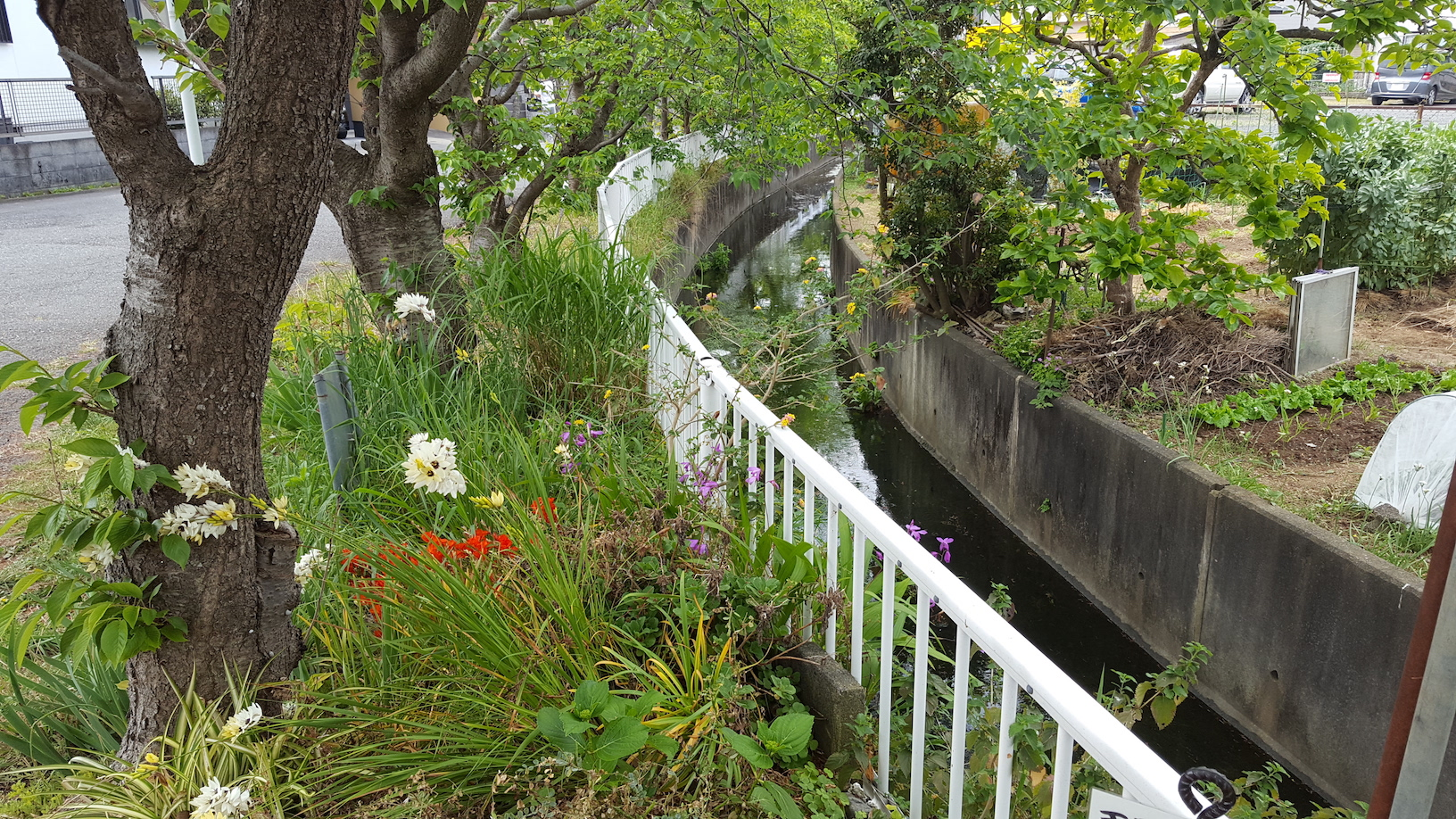
捨川中流（静岡市清水区下野北）